# Siracusa Challenger 1995
Il Siracusa Challenger 1995 è stato un torneo di tennis facente parte della categoria ATP Challenger Series nell'ambito dell'ATP Challenger Series 1995. Il torneo si è giocato a Siracusa in Italia dal 2 all'8 ottobre 1995 su campi in terra rossa.

## Vincitori

### Singolare
Younes El Aynaoui ha battuto in finale  Magnus Norman con il punteggio di 6–2, 6–2

### Doppio
Magnus Norman /  Tomas Nydahl hanno battuto in finale  Todd Larkham /  Tom Vanhoudt con il punteggio di 6–3, 6–4